# Jaroslav Černý (egiptolog)
Jaroslav Černý (ur. 22 sierpnia 1898 w Pilźnie, zm. 29 maja 1970 w Oksfordzie) – czeski egiptolog.
Studiował od 1917 do 1922 na praskim Uniwersytecie Karola, gdzie w 1929 roku uzyskał doktorat. W 1925 roku wziął udział w wykopaliskach Bernarda Bruyère w Deir el-Medina. W 1946 roku został profesorem egiptologii w University College w Londynie. Od 1951 do 1965 wykładał na Uniwersytecie Oksfordzkim. Specjalizował się w staroegipskiej hieratyce oraz w literaturze Nowego Państwa i Okresu Późnego.

## Publikacje
- Catalogue des ostraca hiératiques non littéraires de Deir el-Medineh (7 volumes), Le Caire 1937-70
- Ostraca hiératiques, Le Caire 1935 (Catalogue Général du Musée égyptien du Caire, 25501-25832)
- Late Ramesside Letters, Brussels 1939
- Répertoire onomastique de Deir el-Médineh, Le Caire 1949 (we współpracy z B. Bruyère oraz J.J. Clère)
- The Inscriptions of Sinai, London 1952, 1955 (we współpracy z Alanem H. Gardinerem i T. Erikiem Peetem)
- Paper & Books in Ancient Egypt, London 1947
- Ancient Egyptian Religion, London 1952 (1952, 1957); wyd. polskie Religia starożytnych Egipcjan, Warszawa 1974
- Hieratic Ostraca, Volume I. Oxford 1957
- Egyptian Stelae in the Bankes Collection, Oxford 1958
- Hieratic Inscriptions from the Tomb of Tutankhamun, Oxford 1965
- A Community of Workmen at Thebes in the Ramesside Period, Cairo 1973
- A Late Egyptian Grammar, Rome 1975 (1978, 1984) (we współpracy z Sarah Israelit Groll)
- Coptic Etymological Dictionary, Cambridge 1976
- Papyrus hiératiques de Deir el-Médineh, Tome I. Le Caire 1978 (ukończone przez Georges’a Posenera)